# Бенц (Узедом)
Бенц (њем. Benz) општина је у њемачкој савезној држави Мекленбург-Западна Померанија. Једно је од 89 општинских средишта округа Остфорпомерн. Према процјени из 2010. у општини је живјело 987 становника. Посједује регионалну шифру (AGS) 13059007.

## Географски и демографски подаци
Бенц се налази у савезној држави Мекленбург-Западна Померанија у округу Остфорпомерн. Општина се налази на надморској висини од 34 метра. Површина општине износи 24,5 km². У самом мјесту је, према процјени из 2010. године, живјело 987 становника. Просјечна густина становништва износи 40 становника/km².